# سفارة إسبانيا في نيوزيلندا
سفارة إسبانيا في نيوزيلندا هي أرفع تمثيل دبلوماسي لدولة إسبانيا لدى نيوزيلندا. تقع السفارة في وهي تهدف لتعزيز المصالح الإسبانية في نيوزيلندا.

## وصلات خارجية
- قائمة سفارات إسبانيا
- قائمة السفارات في نيوزيلندا